# Kulturlandschaften in Nordrhein-Westfalen
Die Liste der Kulturlandschaften in Nordrhein-Westfalen umfasst alle von dem Landschaftsverband Rheinland und dem Landschaftsverband Westfalen-Lippe definierten Kulturlandschaften. Diese sollen unter anderem dazu dienen, die im § 2 (2) Nr. 13 Raumordnungsgesetz der Bundesrepublik Deutschland definierten Ziele in der Landesplanung umzusetzen. Dort heißt es „Die geschichtlichen und kulturellen Zusammenhänge sowie die regionale Zusammengehörigkeit sind zu wahren. Die gewachsenen Kulturlandschaften sind in ihren prägenden Merkmalen sowie mit ihren Kultur- und Naturdenkmälern zu erhalten“. Ein besonderer, rechtlich verbindlicher Schutzstatus ist damit allerdings nicht verbunden.
Die gesamte gewachsene Kulturlandschaft Nordrhein-Westfalens wird in 32 Kulturlandschaften gegliedert
| Schlüsselnr. | Name                                         |
| ------------ | -------------------------------------------- |
| KL 1         | Tecklenburger Land                           |
| KL 2         | Minden-Lübbecker Land                        |
| KL 3         | Ravensberger Land                            |
| KL 4         | Westmünsterland                              |
| KL 5         | Kernmünsterland                              |
| KL 6         | Ostmünsterland                               |
| KL 7         | Paderborn - Delbrücker Land                  |
| KL 8         | Lipper Land                                  |
| KL 9         | Weserbergland - Höxter                       |
| KL 10        | Unterer Niederrhein                          |
| KL 11        | Niederrheinische Höhen                       |
| KL 12        | Niersniederung                               |
| KL 13        | Maasterrassen                                |
| KL 14        | Ruhrgebiet                                   |
| KL 15        | Hellwegbörden                                |
| KL 16        | Paderborner Hochfläche - Mittleres Diemeltal |
| KL 17        | Schwalm-Nette                                |
| KL 18        | Krefeld - Grevenbroicher Ackerterrassen      |
| KL 19        | Rheinschiene                                 |
| KL 20        | Niederbergisch-Märkisches Land               |
| KL 21        | Sauerland                                    |
| KL 22        | Bergisches Land                              |
| KL 23        | Medebacher Bucht                             |
| KL 24        | Jülicher Börde - Selfkant                    |
| KL 25        | Rheinische Börde                             |
| KL 26        | Ville                                        |
| KL 27        | Aachener Land                                |
| KL 28        | Eifel                                        |
| KL 29        | Mittelrheinische Pforte                      |
| KL 30        | Nutscheid-Sieg                               |
| KL 31        | Siegerland                                   |
| KL 32        | Wittgenstein                                 |